# 1787 год в науке
В 1787 году произошли следующие события в области науки.

## События
- 11 января — Уильям Гершель открывает спутники Урана — Титанию и Оберон.
- Жак Шарль экспериментально обнаруживает зависимость давления газа от температуры при постоянном объёме.
- Антуан Лавуазье публикует работу Méthode de nomenclature chimique[1].

## Родились
- 24 января — Кристиан Брем, немецкий орнитолог (ум. в 1864).
- 6 марта — Йозеф Фраунгофер, немецкий физик, знаменитый оптик (ум. в 1826).
- 24 апреля — Матьё Орфила, французский химик и токсиколог каталонского происхождения (ум. в 1853).
- 18 ноября — Луи Дагер, французский художник, химик и изобретатель, один из создателей фотографии (ум. в 1851).

## Скончались
- 13 февраля — Руждер Бошкович, сербско-хорватский-итальянский учёный (род. в 1711).
- 10 мая — Уильям Уотсон, английский врач и учёный (род. в 1715).